# Марк Эмилий Лепид (консул 158 года до н. э.)
Марк Эмилий Лепид (лат. Marcus Aemilius Lepidus; около 201 года до н.э. — около 141 год до н. э.) - римский государственный деятель, консул 158 года до н. э.
Отцом Лепида, возможно, был Маний Эмилий Лепид, который вероятно был децемвиром священнодействий с 211 года до н. э. и претором в 213 году до н.э. В 170 году до н. э. Лепид был назначен послом (легатом) для ответа на жалобу галльского царя Цинцибила на действия римского консула Гая Кассия. В 161 году до н. э. был претором.
В 158 году до н. э. Лепид был назначен консулом с Гаем Поппилием Ленатом. Децемвиром священнодействий был в 163—141 гг. до н. э. В 143 году до н. э. Лепид от имени коллегии децемвиров священнодействий выступил в сенате против проекта проведения водопровода на Капитолий, но был вынужден отступить перед влиянием Квинта Марция Рекса.